# وادي ينبع النخل
وادي ينبع النخل أو وادي الفرعة أحد أودية ينبع التابعة لمنطقة المدينة المنورة.
يبدأ وادي ينبع النخل أو الفرعة من وادي بواط غرب المدينة المنورة، ويجري بعدها بين جبلي الأشعر جنوبًا والأجرد شمالًا، ويلتقي منهما أهم روافده، وهما وادي بواط ووادي رخو، ويلتقي بوادي نجيل عند السهل الساحلي الذي يقطعه ويصب في البحر الأحمر جنوب مدينة ينبع.